# オーハヤブサ
オーハヤブサ（1959年3月3日 - 1984年12月）は、日本中央競馬会に所属していた競走馬・繁殖牝馬。1962年のオークスを優勝。

## 経歴

### 生い立ち
小岩井農場の基礎輸入牝馬の一頭・ビューチフルドリーマーにルーツを持ち、兄弟には皐月賞馬ケゴン、重賞5勝のチエリオ、朝日杯3歳S馬マツカゼオーがいる。ケゴンとチエリオは作家の吉川英治が所有した馬で知られる。

### 戦績
藤本冨良調教師の息子藤本勝彦が主戦騎手となり、1961年（3歳）夏の福島でデビュー。オープンと福島3歳Sで後に障害馬としてフジノオーのライバルとなるタカライジンを破り、1962年（4歳）は正月の中山4歳牝馬特別でトーストの3着。京成杯で牡馬を抑えて重賞初勝利を挙げ、桜花賞を目指して関西に入る。前哨戦のオープンでトーストの2着とし、本番は同厩ケンホウの4着であった。東京に戻ると、オークストライアルの4歳牝馬特別で殿負けの12着と大敗。優駿牝馬はこの年からバリヤー式発馬機に代わりスターティングゲートが採用され、桜花賞1、2着馬ケンホウとトーストが抜けた上位人気を形成。前走殿負けのオーハヤブサは8番人気であったが、高松三太を背に逃げる15番人気のフアラデイバを捉えて枠連1-6、6920円の波乱となった。9年前のオークスで1番人気になりながら敗れた姉チエリオの雪辱も果たし、鞍上の藤本勝彦は初めてにして最後の八大競走・GI級レース制覇・クラシック制覇となった。ケンホウは14着、トーストは19着と惨敗。その後は連戦連敗を喫してしまうが、1964年（6歳）1月の中山オープンで1年半ぶりの勝利を挙げて引退。

### 引退後
引退後は1965年から繁殖入りし、11頭の産駒を送り出した。直仔に活躍馬はいないが、派生した千代田牧場のワールドハヤブサ系からビクトリアクラウンやニッポーテイオー、タレンティドガール等が昭和50年代から60年代にかけて活躍。牧場の基礎牝馬となり、2020年代に入ってからもホエールキャプチャ、パクスアメリカーナ、グレイトパールと末裔が残っている。

## 競走成績
- 1961年（3戦2勝）
  - 1着 - 福島3歳ステークス
- 1962年（10戦2勝）
  - 1着 - 優駿牝馬、京成杯
  - 3着 - 4歳牝馬特別（1月中山）
- 1963年（12戦0勝）
- 1964年（2戦1勝）

※太字は八大競走を含むGI級レース。

## おもな牝系図
- Royal Mare 1700年? ---No.12
  - （16代省略）
    - *ビューチフルドリーマー ←---ビューチフルドリーマー牝系へ戻る
      - 種義 1912
        - アストラル 1921 ←---アストラル牝系へ戻る
          - 第参アストラル 1937
            - オーマツカゼ 1944
              - オーハヤブサ 1959 ---↓改行

---↓オーハヤブサ牝系
牝系図の主要な部分（太字はGI級競走優勝馬）は以下の通り。
- オーハヤブサ 1959（優駿牝馬、福島3歳S）
  - ウイングビー 1966
    - ジョナゴールド 1979
      - グリーゴールド 1986
        - ミヤギロドリゴ 1994（福島記念）

  - ワールドハヤブサ 1967
    - ミスオーハヤブサ 1973
      - チヨダマサコ 1977
        - スリードーター 1982
          - スリーフェアリー 1989
            - ガトーショコラ 1996
              - ルルパンブルー 2005（フェアリーS）

          - ミヤビペルセウス 2000（新潟ジャンプステークス）

        - ニッポーテイオー 1983（天皇賞（秋）、マイルチャンピオンシップ、安田記念、スワンS、京王杯スプリングC、ニュージーランドT4歳S、函館記念）
        - タレンティドガール 1984（エリザベス女王杯）
          - アカトンボドリーム 1990
            - イングランドローズ 1995
              - ローズベアダウン 2000
                - コスモリープリング 2010
                  - コスモポポラリタ 2019（フローラルC、ブロッサムC、九州CS）

          - エミネントガール 1992
            - グローバルピース 2001
              - ドリームセーリング 2007（京都ジャンプS）
              - ホエールキャプチャ 2008（ヴィクトリアマイル、クイーンC、ローズS、府中牝馬S、東京新聞杯）
              - パクスアメリカーナ 2015（京都金杯）

          - ライジングサンデー 1998
            - エーシンホワイティ 2007（ファルコンステークス）

      - カイムラサキ 1980
        - ローブデコルテ 1988
          - ダイワテキサス 1993（中山記念、オールカマー、新潟記念、関屋記念）

    - チヨダフジ 1975
      - ブレイブウーマン 1985
        - コクトジュリアン 1992（クリスタルC）
        - ブラボーグリーン 1994（京阪杯）
        - ナイキアフリート 1996（珊瑚冠賞）
        - マジカルウーマン 1997
          - ナイキアースワーク 2003（ユニコーンS）
          - ドラゴンファイヤー 2004（シリウスS）

    - ワールドソロン 1978
      - ミデオンルビー 1983
        - ナギサ 1993
          - サウンドザビーチ 2001（TCK女王盃）
          - ネオカラー 2003
            - グッドレインボー 2010
              - ブルーサン 2021（雲取賞）

            - リュウノユキナ 2015（東京スプリント、クラスターカップ）

    - ビクトリアクラウン 1979（エリザベス女王杯、クイーンS、クイーンC、新潟3歳S）
      - ミセスビクトリア 1995
        - ブロンコーネ 2003
          - ディレットリーチェ 2010
            - グランブリッジ 2019（関東オークス、ブリーダーズGC、TCK女王盃）

      - コパノオマモリ 2000
        - フォーチュンワード 2005
          - グレイトパール 2013（平安S、アンタレスS）

牝系図の出典：Galopp-Sieger

## 血統表
| オーハヤブサの血統           | オーハヤブサの血統              | オーハヤブサの血統 | （血統表の出典）      | （血統表の出典）      |
| 父系                         | ボワルセル系                    | ボワルセル系       | ボワルセル系          |                       |
| 父 *ヒンドスタン 1946 黒鹿毛 | 父の父Bois Roussel 1935 黒鹿毛  | Vatout             | Prince Chimay         | Prince Chimay         |
| 父 *ヒンドスタン 1946 黒鹿毛 | 父の父Bois Roussel 1935 黒鹿毛  | Vatout             | Vasthi                |                       |
| 父 *ヒンドスタン 1946 黒鹿毛 | 父の父Bois Roussel 1935 黒鹿毛  | Plucky Liege       | Spearmint             | Spearmint             |
| 父 *ヒンドスタン 1946 黒鹿毛 | 父の父Bois Roussel 1935 黒鹿毛  | Plucky Liege       | Concertina            |                       |
| 父 *ヒンドスタン 1946 黒鹿毛 | 父の母Sonibai 1939 黒鹿毛       | Solario            | Gainsborough          | Gainsborough          |
| 父 *ヒンドスタン 1946 黒鹿毛 | 父の母Sonibai 1939 黒鹿毛       | Solario            | Sun Worship           |                       |
| 父 *ヒンドスタン 1946 黒鹿毛 | 父の母Sonibai 1939 黒鹿毛       | Udaipur            | Blandford             | Blandford             |
| 父 *ヒンドスタン 1946 黒鹿毛 | 父の母Sonibai 1939 黒鹿毛       | Udaipur            | Uganda                |                       |
| 母 オーマツカゼ 1944 栗毛    | 母の父*ダイオライト 1927 黒鹿毛 | Diophon            | Grand Parade          | Grand Parade          |
| 母 オーマツカゼ 1944 栗毛    | 母の父*ダイオライト 1927 黒鹿毛 | Diophon            | Donnetta              |                       |
| 母 オーマツカゼ 1944 栗毛    | 母の父*ダイオライト 1927 黒鹿毛 | Needle Rock        | Rock Sand             | Rock Sand             |
| 母 オーマツカゼ 1944 栗毛    | 母の父*ダイオライト 1927 黒鹿毛 | Needle Rock        | Needlepoint           |                       |
| 母 オーマツカゼ 1944 栗毛    | 母の母第参アストラル 1937 鹿毛  | *シアンモア        | Buchan                | Buchan                |
| 母 オーマツカゼ 1944 栗毛    | 母の母第参アストラル 1937 鹿毛  | *シアンモア        | Orlass                |                       |
| 母 オーマツカゼ 1944 栗毛    | 母の母第参アストラル 1937 鹿毛  | アストラル         | *チヤペルブラムプトン | *チヤペルブラムプトン |
| 母 オーマツカゼ 1944 栗毛    | 母の母第参アストラル 1937 鹿毛  | アストラル         | 種義                  |                       |
| 母系(F-No.)                  | (FN:12)                         | (FN:12)            | (FN:12)               | [ § 2 ]               |
| 5代内の近親交配              | Orby 5×5（母内）                | Orby 5×5（母内）   | Orby 5×5（母内）      | [ § 3 ]               |
| 出典                         | 1. 2. 3.                        | 1. 2. 3.           | 1. 2. 3.              | 1. 2. 3.              |